# Giro del Piemonte 1959
Il Giro del Piemonte 1959, cinquantesima edizione della corsa, si svolse il 5 settembre 1959 su un percorso di 270 km. La vittoria fu appannaggio dell'italiano Silvano Ciampi, che completò il percorso in 6h34'00", precedendo i connazionali Aldo Moser ed Arrigo Padovan.
Sul traguardo di Torino 88 ciclisti, su 113 partiti dalla medesima località, portarono a termine la competizione. 

## Ordine d'arrivo (Top 10)
| Pos. | Corridore          | Squadra       | Tempo    |
| ---- | ------------------ | ------------- | -------- |
| 1    | Silvano Ciampi     | Bianchi       | 6h34'00" |
| 2    | Aldo Moser         | Emi-Guerra    | s.t.     |
| 3    | Arrigo Padovan     | Atala-Pirelli | a 14"    |
| 4    | Angelo Conterno    | Carpano       | s.t.     |
| 5    | Alessandro Fantini | Atala-Pirelli | s.t.     |
| 6    | Rino Benedetti     | Ghigi         | s.t.     |
| 7    | Oreste Magni       | Emi-Guerra    | s.t.     |
| 8    | Federico Galeaz    | Torpado       | s.t.     |
| 9    | Armando Pellegrini | Emi-Guerra    | s.t.     |
| 10   | Giorgio Armani     | Molteni       | s.t.     |